# Bonne chance, Monique
Bonne chance, Monique (en néerlandais : Veel geluk, Monika) est un film belge en néerlandais réalisé par Jan Vanderheyden, sorti en 1941.

## Fiche technique
- Titre original : Veel geluk Monica
- Titre français : Bonne chance, Monique
- Réalisation : Jan Vanderheyden
- Scénario : Edith Kiel
- Musique : Hans Flower, J. Antoon Zwijsen
- Directeur de la photographie : Raymond de Souter
- Montage : Jef Bruyninckx
- Ingénieur du son : José Lebrun
- Production : Jan Vanderheyden-Film
- Pays d'origine :  Belgique
- Lieu de tournage : Alost
- Durée : 87 minutes
- Format : Noir et blanc  - 1,37:1 - Mono
- Dates de sortie : 
  - Belgique : 21 mars 1941

## Distribution
- Louisa Colpeyn : Monique, une jeune femme qui rêve d'être actrice
- Martha Dua : Sonny, sa sœur et première colocataire, qui étudie à l'université des Beaux-Arts
- Marina Candael : Marina, la deuxième colocataire de Monique, à la recherche d'un emploi de danseuse
- Vera Bosmans : Lena, la troisième colocataire de Monique, qui espère percer comme chanteuse
- Toontje Janssens : Victor, l'oncle de Monique
- Helena Haak : Helena, la tante de Monique
- Nand Buyl
- Jaak De Voght
- Manon Latour
- John Stuyck